# آدا كومستوك
آدا كومستوك (بالإنجليزية: Ada Comstock)‏ هي مربية ومُدرسة أمريكية، ولدت في 11 ديسمبر 1876 في مورهد في الولايات المتحدة، وتوفيت في 12 ديسمبر 1973 في نيو هيفن في الولايات المتحدة بسبب قصور القلب. فقد كانت رائدة تعليم المرأة الأمريكية وعملت كأول عميدة للمرأة في جامعة مينيسوتا، ثم أصبحت أول رئيسة بدوام كامل لكلية رادكليف.